# 埃爾普拉永 (哥倫比亞)
埃爾普拉永是哥倫比亞的城鎮，位於該國東北部，由桑坦德省負責管轄，距離首府布卡拉曼加41公里，始建於1984年，面積459平方公里，海拔高度469米，2005年人口12,880。
7°28′36″N 73°12′29″W / 7.47667°N 73.2081°W